# Таунсенд (переписна місцевість, Вісконсин)
Таунсенд (англ. Townsend) — переписна місцевість (CDP) в США, в окрузі Оконто штату Вісконсин. Населення — 179 осіб (2020).

## Географія
Таунсенд розташований за координатами 45°19′39″ пн. ш. 88°35′26″ зх. д. / 45.32750° пн. ш. 88.59056° зх. д. (45.327575, -88.590421).  За даними Бюро перепису населення США в 2010 році переписна місцевість мала площу 1,05 км², уся площа — суходіл. В 2017 році площа становила 1,27 км², уся площа — суходіл.

## Демографія
Згідно з переписом 2010 року, у переписній місцевості мешкало 146 осіб у 72 домогосподарствах у складі 39 родин. Густота населення становила 140 осіб/км².  Було 171 помешкання (163/км²).
Расовий склад населення:
| - 89,7 % — білих - 8,2 % — корінних американців |

До двох чи більше рас належало 2,1 %. Частка іспаномовних становила 0,0 % від усіх жителів.
За віковим діапазоном населення розподілялося таким чином: 15,8 % — особи молодші 18 років, 55,4 % — особи у віці 18—64 років, 28,8 % — особи у віці 65 років та старші. Медіана віку мешканця становила 52,6 року. На 100 осіб жіночої статі у переписній місцевості припадало 108,6 чоловіків;  на 100 жінок у віці від 18 років та старших — 108,5 чоловіків також старших 18 років.
За межею бідності перебувало 23,5 % осіб, у тому числі 0,0 % дітей у віці до 18 років та 21,4 % осіб у віці 65 років та старших.
Цивільне працевлаштоване населення становило 47 осіб. Основні галузі зайнятості: мистецтво, розваги та відпочинок — 48,9 %, будівництво — 21,3 %, інформація — 17,0 %.